# Thaung Nyunt
Thaung Nyunt est un expert birman de thaing. Il fait partie des enseignants reconnus de bando des années 1950.